# Гуабонито (Титан)

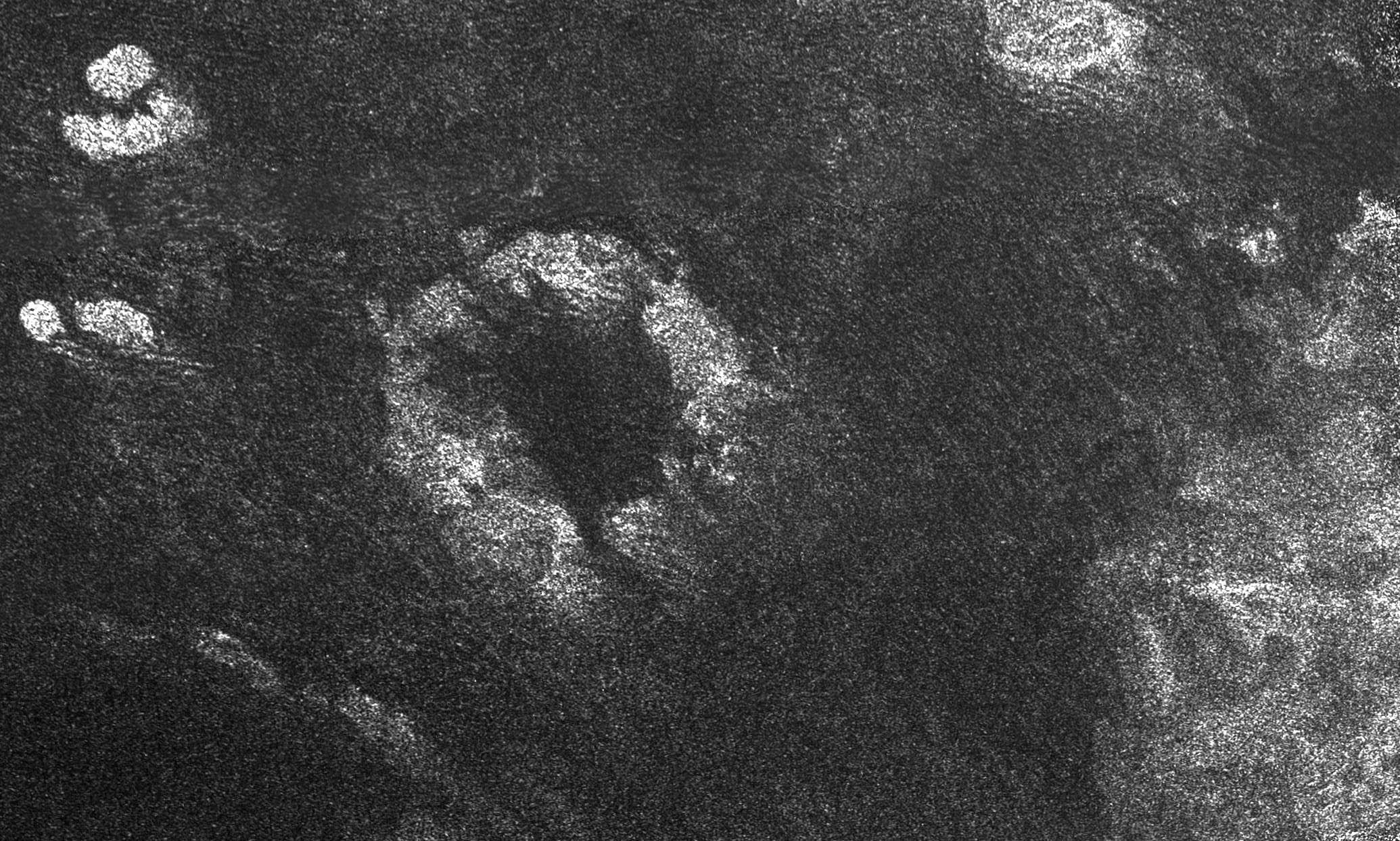
Изображение структуры Гуабонито, основанное на радиолокационном зондировании аппаратом Кассини.

Близлежащая область структуры Гуабонито, слева от неё находится Факула Сикоку.

Гуабонито (англ. Guabonito) — большая кольцеобразная структура, находящаяся на поверхности самого крупного спутника Сатурна — Титана, по координатам 10°54′ ю. ш. 150°48′ з. д. / 10,9° ю. ш. 150,8° з. д..

## География и геология
Гуабонито находится в восточной части Шангри-ла, недалеко от границ с Ксанаду, между Факелом Кергелен на севере и Полосами Бакаба на юге. Образование было обнаружено на изображениях переданных зондом Кассини в октябре 2004 года, при помощи радара Кассини оно было тщательно рассмотрено и просканировано 30 апреля  2006 года.
Максимальный размер структуры составляет 55 км. Небольшие, но четко видимые кольца сформировались, вероятно, из остатков ударного кратера, который накрыло осадочным слоем. Из-за отсутствия формальных признаков того, что это ударный кратер, в планетной номенклатуре эта местность числится кольцевой структурой. Название получило официальное утверждение в 2006 году.
Названа в честь Гуабонито, морской богини у народов Таино.